# Västra Slåttestjärnen
Västra Slåttestjärnen är en sjö i Lycksele kommun i Lappland och ingår i Umeälvens huvudavrinningsområde.